# نبرد کاستیون
نبرد کاستیون (انگلیسی: Battle of Castillon) نبردی است که در تاریخ ۱۷ ژولای ۱۴۵۳ در منطقهٔ گسکونی و در نزدیکی شهر کاستیون-لا-باتای روی داد، این مبارزه که از آن به عنوان پایان جنگ‌های صدساله یاد می‌شود با پیروزی قاطع فرانسه همراه بود، انگلستان تمامی زمین‌های متصرف شده را در خاک فرانسه از دست داد و تنها کاله در اختیار آنها باقی ماند.

## نگارخانه

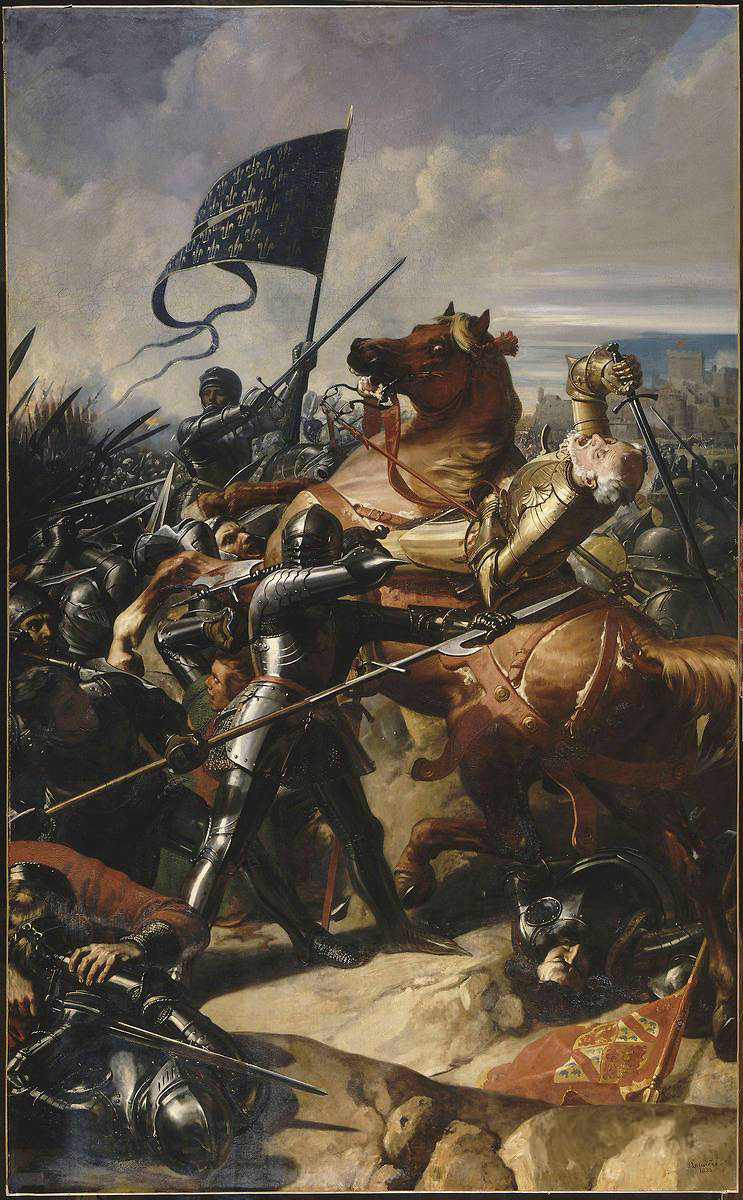